# Girolamo del Pacchia
Girolamo del Pacchia (* 5. Januar 1477 in Siena; † nach 1535) war ein italienischer Maler.

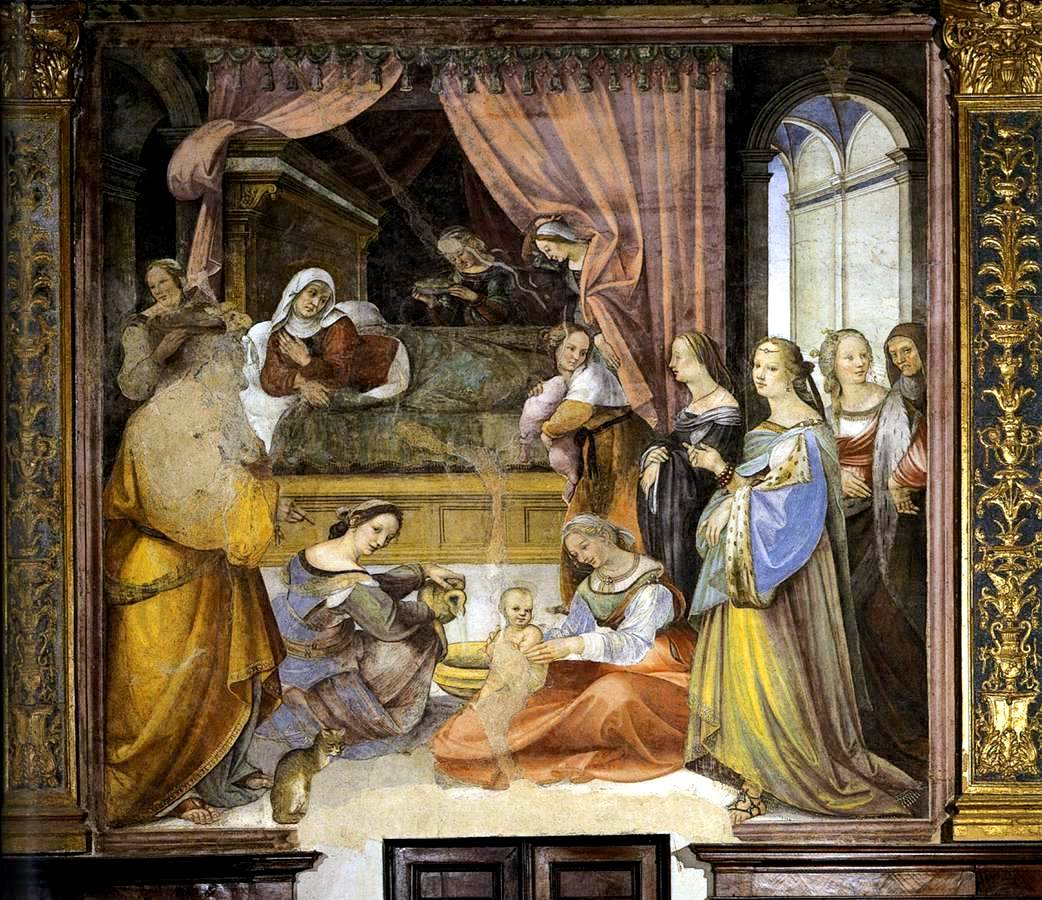
Nascita della Vergine, 1518 entstanden, Oratorio di San Bernardino, Museo Diocesano di Arte Sacra, Siena

## Leben
Del Pacchia war der Sohn des Giovanni di Giovanni da Zagreb, einem Schmied aus Zagreb. Er erhielt seine Ausbildung von Bernardino Fungai und Giacomo Pacchiarotti, woher auch sein Name (del Pacchia) stammt und von dem er erst im 20. Jahrhundert stilistisch getrennt werden konnte. Weitere Einflüsse auf sein Werk hatten die Maler Perugino, Pinturicchio und Sodoma. Im Jahr 1500 wurde er in Rom dokumentiert. In den Biografien Le vite dei più eccellenti pittori, scultori e architetti von Giorgio Vasari wird er bei Sodoma erwähnt.
Zu seinen wichtigsten Werken gehören das 1513 in Santo Spirito in Siena entstandene Gemälde Incoronazione di Maria Vergine sowie das Rundbild Madonna con Bambino e san Giovannino, das sich heute in der Accademia delle Arti del Disegno in Florenz befindet. Mit Domenico Beccafumi und Sodoma erstellte er 1518 im Oratorio di San Bernardino (heute Museo Diocesano di Arte Sacra) in Siena den Freskenzirkel Storie della Vergine, zu dem er drei Bilder beisteuerte. Sein letztes Werk (Deposizione di Cristo dalla croce, Flagellazione di Cristo, Salita di Cristo al monte Calvario, Crocifissione di Cristo, Trasporto di Cristo al sepolcro, Resurrezione di Cristo, Flagellanti) entstand für die Kirche San Martino in Sinalunga.
Im Jahr 1533 wurde durch Giacomo Pacchiarotti in den Bardotti-Zirkels eingeführt, woraufhin er Schwierigkeiten bekam und 1535 die Stadt vorlassen musste. Gemeinsam mit Pacchiarotti begab er sich nach Frankreich und arbeitete als Maler im Château de Gaillon. Er soll in Frankreich gestorben sein.

## Werke (Auswahl)
- Asciano, Collegiata di Sant’Agata: Madonna in trono (Fresko)[9]
- Castelfiorentino, Chiesa di San Martino: Madonna con Bambino e santi (Tafelbild)[10]
- Florenz, Accademia delle Arti del Disegno, Galleria dell’Accademia: Madonna con Bambino e san Giovannino (Tafelbild)[11]
- Greenville, Bob Jones University Museum: Sacra Famiglia con santa Elisabetta e santa Caterina da Siena (Tafelbild, Inv. 87.1)[12]
- La Spezia, Museo Civico Amadeo Lia: San Girolamo, San Francesco d’Assisi, San Bernardino da Siena, Cristo in pietà, Sant’Elisabetta d’Ungheria (Tafelbilder)[13]
- Los Angeles, J. Paul Getty Museum: Ratto delle Sabine (Tafelbild)[14]
- München, Alte Pinakothek:
  - San Bernardino da Siena e angeli (Tafelbild, Inv. WAF 759)[15]
  - Madonna col Bambino e angeli (Tafelbild, Inv. WAF 758)[16]
- Sarteano, Collegiata di San Lorenzo: Angelo annunciante und Vergine annunciata (ca. 1514 entstanden)
- Siena, Accademia Musicale Chigiana:
  - Arianna abbandonata (Sala di Legno)[17]
  - Ciborio eucaristico e sei angeli con simboli della Passione (Sala Casella, um 1521 entstandenes Leinwandbild, 228 × 165 cm, stammt aus der Compania del Corpus Domini der Chiesa di Sant’Agostino)[18]
  - Madonna in trono col Bambino fra i Santi Nicola da Bari e Agostino (Sala Casella, um 1521 entstandenes Leinwandbild, 228 × 165 cm, stammt aus der Compania del Corpus Domini der Chiesa di Sant’Agostino)[19]
  - Madonna del latte (Tafelbild, Salotto Giallo)[20]
  - San Sebastiano (Sala Scarlatti)[21]
- Siena, Chiesa di San Cristoforo: Madonna in trono col Figlio fra i Santi Luca e Romualdo[22]
- Siena, Chiesa di San Martino: Madonna in trono, il Bambino e i Santi Antonio abate e Paolo eremita (Tafelbild)[23]
- Siena, Chiesa di Santo Spirito: Incoronazione di Maria Vergine (Tafelbild, 1513 entstanden)[24]
- Siena, Oratorio di San Bernardino, Museo Diocesano di Arte Sacra:
  - Annunciazione (Fresko)[25]
  - San Bernardino da Siena (Fresko)[26]
  - Natività di Maria (auch Nascita della Vergine genannt, Fresko)
- Siena, Pinacoteca Nazionale, Saal 31:[27]
  - Annunciazione e Visitazione (1518 entstanden, entstammt der Chiesa di Santo Spirito in Siena)
  - Sacra famiglia con Santa Caterina da Siena
- Siena, San Niccolò del Carmine: Ascensione di Gesù (um 1510 entstanden)[28]
- Siena, Santuario di Santa Caterina, Oratorio della Tintoria (Fresken, 1525 entstanden):[29]
  - Stimmatizzazione di Santa Caterina da Siena
  - Santa Caterina che libera i frati domenicani da un assolto di banditi e Sant’Agnese di Montepulciano, defunta, che solleva il piede verso Santa Caterina che si era inchinata per baciarlo
- Sinalunga, Collegiata di San Martino: Deposizione di Cristo dalla croce, Flagellazione di Cristo, Salita di Cristo al monte Calvario, Crocifissione di Cristo, Trasporto di Cristo al sepolcro, Resurrezione di Cristo, Flagellanti (Tafelgemälde)[30]